# Vernonia crataegifolia
Vernonia crataegifolia là một loài thực vật có hoa trong họ Cúc. Loài này được Hutch. miêu tả khoa học đầu tiên.